# Садоводство по принципу квадратного фута

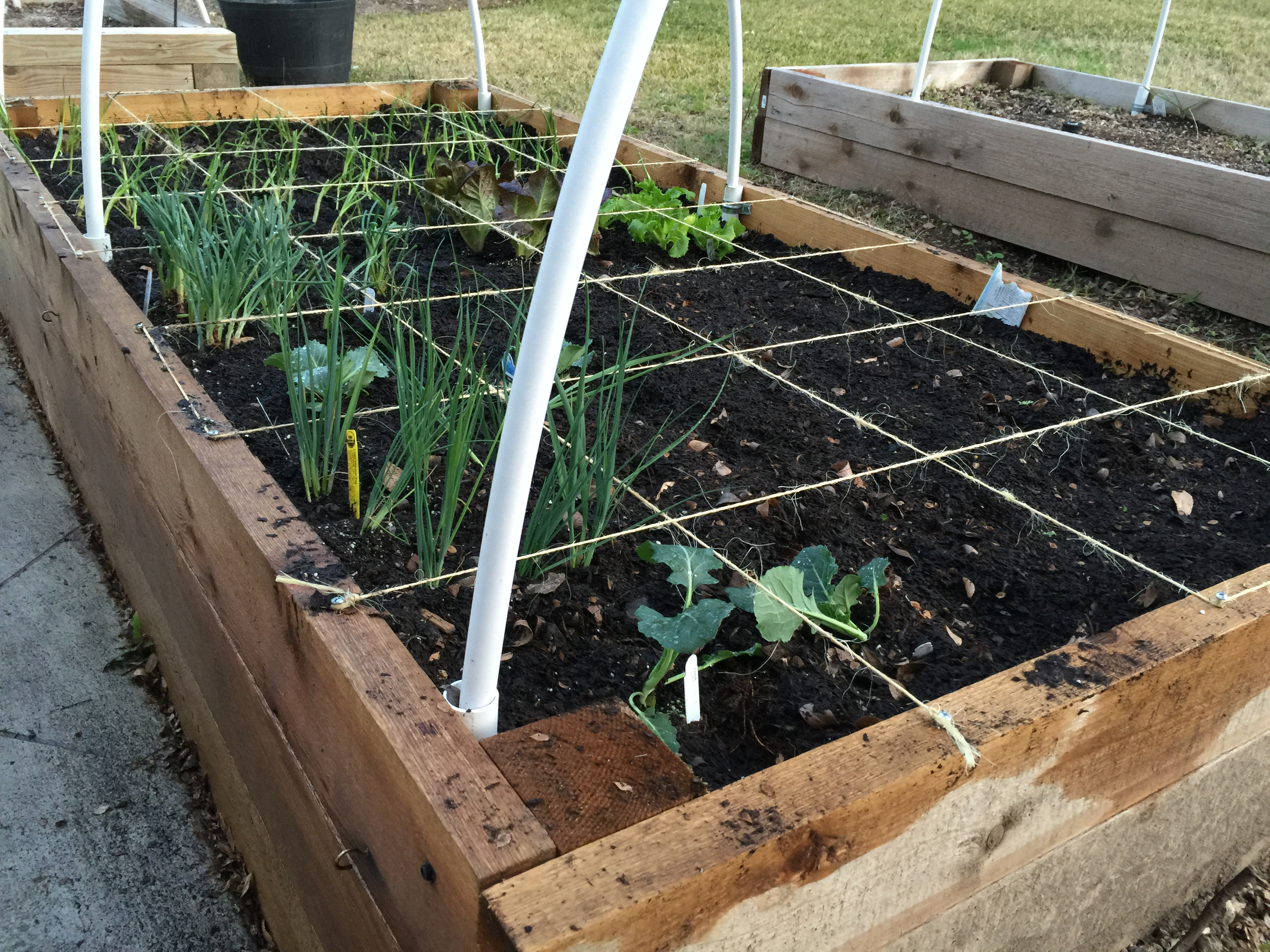
Грядка, организованная по методу квадратного фута

Метод квадратного фута — метод в садоводстве, овощеводстве, и в принципе растениеводстве, основывающийся на разбиении грядок на одинаковые сегменты, обычно со стороной в 1 фут (30 см). Цель данного метода состоит в том, чтобы создать небольшой огород, плотно засаженный различными видами растений. Метод основывается на концепциях органического и биоинтенсивного сельского хозяйства, использовании высоких грядок и компоста. Сторонники этого метода утверждают, что он хорошо подходит для участков с плохими почвами, школьных огородов, как занятие для начинающих садоводов и людей с ограниченными возможностями.
Метод квадратного фута был впервые предложен в 1981 году американским садоводом Мелом Бартоломью, а затем популяризован в цикле передач на телеканале PBS.

## Описание метода

### Создание грядки
В методе используется высокая квадратная грядка, разделенная внутри на несколько одинаковых секций. Секции имеют размер 30 х 30 см и собираются в блоки. По оригинальной методике Мела Бартоломью рекомендуется использовать грядку на 16 секций, размером 120 х 120 см. Сверху грядка размечается на ровные квадраты. Сделать это можно с помощью деревянных реек или веревки. Грядки можно строить и больших размеров в зависимости от потребностей садовода. Высота грядки также может быть любой, от нескольких сантиметров до 30 см и выше. Таким образом можно сделать удобную эргономичную грядку, которая позволяет дотянуться до любого квадрата.
Материалом для грядки служат обработанные антисептиком доски, или любой другой доступный материал.
Изначально Мел Бартоломью предлагал применять садовый грунт, обогащенный компостом, но в 2006 году обновил концепцию, порекомендовав использовать «Mel’s Mix». Новая грунтовая смесь состоит из 1/3 торфяного мха или кокосового койра, 1/3 вермикулита и 1/3 смешанного компоста. Преимущества смеси заключаются в том, что почва остается рыхлой и практически свободной от сорняков. Эта смесь устранила необходимость в искусственных удобрениях, так как компост добавляется каждый раз при пересадке растения в квадрате, естественным образом обеспечивая достаточное количество питательных веществ.

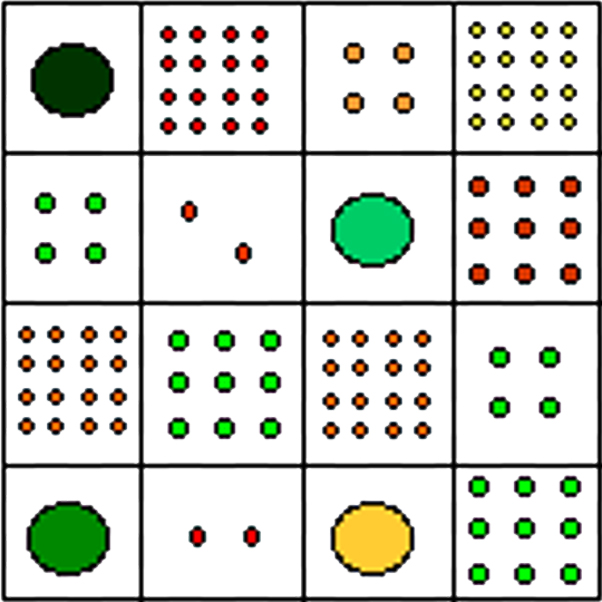
Схематичное изображение грядки

### Подбор и посадка растений
Каждый квадрат засаживается одним видом сельскохозяйственным культур. Количество высеваемых растений определяется их размером, и рассчитано таким образом, чтобы избежать скученности. Так, в один квадрат может быть посажено одно большое растение (томат, брокколи), или четыре средних (латук, базилик), или от 9 до 16 мелких (редис, морковь, свёкла). Растения занимающие много места (арбуз, кабачок) могут высаживаться на два квадрата и подвязываться к опорам, которые облегчают их рост. Корнеплоды, которым требуется глубокий слой плодородного грунта, высаживаются в ящике над грядкой, если общая высота грядки для них недостаточна. Высокие растения высаживают на северной стороне, чтобы они не затеняли более низкие. 
При высадке растений руководствуются правилами севооборота. Не рекомендуется высаживать растение на то же самое место, где оно росло в этом году. Однако наличие большого количества квадратов и разнообразие культур позволяют легко чередовать посадки.  
Кроме того, при посадке могут использоваться методы естественного отпугивания насекомых, такие как использование растений-компаньонов (например, посадка бархатцев или других растений, отпугивающих вредителей). Это помогает снизить необходимость использования пестицидов. Большое разнообразие культур на небольшом пространстве также предотвращает легкое распространение болезней растений 

## Достоинства
- Рациональное использование земли, возможность выращивать большое разнообразие растений на ограниченной площади
- Рациональное использование воды
- Для ухода требуется меньше усилий, метод подходит для людей с ограниченными возможностями
- Можно обойтись без использования пестицидов и гербицидов
- Мало сорняков